# Philip Dee
Philip (Ivor) Dee (* 8. April 1904 in King’s Cross, Stroud District; † 17. April 1983) war ein britischer Physiker.
Er studierte am Sidney College und Pembroke College und arbeitete in den 1930er Jahren als wissenschaftlicher Mitarbeiter am Cavendish-Laboratorium und von 1934 bis 1943 als Dozent im Fach Physik.
Während des Krieges leitete er ein Team von Wissenschaftlern, die neue luftgestützte Radaranlagen mit Codename Village Inn entwickelten. Am 26. Oktober 1941 hatte er das H2S fertig. 1943 wurde ihm der OBE  und 1946 der CBE verliehen (dritte und vierte Stufe des Order of the British Empire).
1943 wurde Dee auf den Lehrstuhl für Naturphilosophie an der University of Glasgow berufen. 1946 erreichte er eine staatliche Finanzierung für den Bau eines 30 MeV Elektronen-Synchrotrons an der Universität für die Forschung in der Teilchenphysik. Zwei Jahre später wurde eine 300 MeV-Version gebaut.
1946 wurde er zum Fellow der Royal Society of Edinburgh gewählt. 1952 gewann er die Hughes-Medaille für seine herausragenden Studien über den Zerfall von Atomkernen, insbesondere die Verwendung der Wilson-Kammer-Technik. 1972 ging er in den Ruhestand und bekam 1980 den Ehrendoktor von der University of Strathclyde verliehen.

## Belege
1. ↑  University of Glasgow: Biography of Philip Dee
2. ↑  Fellows Directory. Biographical Index: Former RSE Fellows 1783–2002. (PDF) Royal Society of Edinburgh, abgerufen am 20. Oktober 2019.